# Círculo de Berlín
El Círculo de Berlín, también conocido como el Grupo de Berlín o Sociedad de Berlín.
El Grupo de Berlín para la filosofía científica estuvo activo entre 1926 y 1933, Hans Reichenbach, Walter Dubislav y Kurt Grelling como sus principales miembros. Ellos organizaron La Sociedad de Filosofía Empírica/Científica como foro para la comunidad atendiendo a los científicos preeminentes y al público educado de la época. En 1930 Hans Reichenbach junto con Rudolf Carnap lanzaron el legendario diario para Filosofía del conocimiento científico.
Entre el Círculo de Berlín y el Círculo de Viena no solo había una estrecha relación,  también había una diferencia significativa. Mientras que el Grupo de Berlín exploraba los problemas filosóficos de la práctica actual de la ciencia, el Círculo de Viena, que seguía de cerca a Wittgenstein, estaba más interesado en los problemas del lenguaje de la ciencia.

## Contexto histórico-teórico
La Sociedad de Berlín para la Filosofía Empírica fue establecida el 27 de febrero de 1927 por Josef Petzoldt como una rama de la Sociedad de Filosofía Empírica. El primer documento que presentó ante la Sociedad se tituló, "Sobre la lógica convencional y moderna". El impulso subyacente para solicitar la lectura del periódico fue su inminente habilitación: el asesor de habilitación de Dubislav, Georg Hamel, le recomendó que buscara un foro académico distinguido que le permitiera exponer sus ideas a una audiencia profesional. 
Dentro de un año y medio, la Sociedad comenzó a experimentar cambios significativos, comenzando con la presencia de Reichenbach que se unió en octubre de 1928. Algunos meses después Petzoldt cayó enfermo y Reichenbach, Dubislav y Alexander Herzberg fueron elegidos para la junta de gobierno. Después de la muerte de Petzoldt en agosto de 1929, Reichenbach y Dubislav ejercieron una influencia formativa sobre la organización, llegando a reconstituirla con un nuevo nombre: 'Sociedad para la filosofía científica'. El grupo recientemente reformado atrajo a miembros de la élite científica de Berlín y, de hecho, líderes en la ciencia alemana de todas partes.
Luego del terror nazi se intensificara, Reichenbach huyó de Alemania en el verano de 1933, Dubislav, que no era judío, asumió la presidencia de la Sociedad, después de siete reuniones más, dejaron de patrocinar reuniones formales. Un indicio del deterioro de la situación es evidente en un comentario de Carl Hempel a Reichenbach en una carta de diciembre de 1933:
'La reunión [de la Sociedad] ... fue menos concurrida que en ocasiones anteriores, pero el nivel de la discusión aún era buena '( Hempel 1991, p. 9).
En cuanto al Grupo de Berlín, continuó celebrando reuniones periódicas, ahora dirigido por Dubislav solo. Hempel informó lo siguiente a Reichenbach sobre uno de ellos: 'El coloquio de Dubislav fue muy emocionante nuevamente. Helmer pensó en algo sobre las paradojas y lo presentaron allí; el propio Dubislav habló sobre la tesis de la extensionalidad, y ahora, al final del período, tuvimos una última sesión en su departamento en la que la señorita Dr. [Grete] Herrmann, el [ex] alumno de [Leonard] Nelson, discutió el apriorismo '.
La fortuna de lo que quedaba de la Sociedad de Filosofía Científica se deteriora aún más cuando, a principios de 1935, Dubislav se retiró debido a serios problemas legales.
A partir de ese momento, no solo la Sociedad sino también el Grupo de Berlín prácticamente dejó de funcionar, lo que demuestra el papel principal que Dubislav desempeñó en ambas organizaciones, particularmente después de la emigración de Reichenbach.  Grelling intentó revivir al Grupo de Berlín en 1936, pero pronto él también se vio obligado a huir de Berlín.
Entre 1910 y 1913 Kurt Grelling estudió economía política, en Munich, Reichenbach bien podría haber llegado a conocer a Grelling mientras él  mismo estuvo en Munich en 1912 y 1913. Como informa Flavia Padovani, “ambos estaban muy activamente involucrados en el Estudio podrían haberse conocido en una de las reuniones gratuitas del Cuerpo Estudiantil en Munich ". Reichenbach informó que en 1914 Grelling criticó en las discusiones su intento de "basar el reclamo de probabilidad en un reclamo de certeza "(Eberhardt y Glymour 2008 23). Entre abril y septiembre de 1914, Dubislav estaba en la Universidad de Gotinga. Es un hecho establecido que durante su estancia en Gotinga en 1914, Dubislav desarrolló un serio interés en la filosofía de Fries y Nelson, un permanente interés que luego se hizo evidente en La Teoría del significado de Fries (1926),¨Sobre los llamados juicios analíticos y sintéticos  (1926b) y Sobre la Metodología de la Filosofía Crítica (1929a).
Por lo tanto, es más que probable que los tres futuros miembros del Grupo de Berlín discutieran sobre  filosofía, en el verano de 1914. Diez años después, Reichenbach recordó en una carta a Erich Regener: En 1914, “me hice amigo de algunos miembros del círculo de Nelson que, como yo, estaban interesados en los problemas de filosofía natural ”. Esta amistad del joven Reichenbach ganó prominencia en el restaurante vegetariano en Gotinga en uno de los primeros días de la movilización general en agosto de 1914, donde se involucró en una pelea con un grupo nacionalista de estudiantes que acosaban a ciudadanos extranjeros. Este incidente llevó a hablar que Reichenbach era un "Nelsonian". De hecho, el restaurante vegetariano en Gotinga fue el lugar de reunión local de los neo-frisones, siendo Nelson el primero, siempre riguroso para defender los derechos de los animales con argumentos filosóficos.
Alrededor de 1925, cuando Reichenbach comenzó a buscar una cátedra, el persistente rumor sobre su afiliación con Nelson se convirtió en un problema para él. Para estar seguro, el grupo de Nelson fue  visto en Weimar Alemania como políticamente lejano izquierda y como tal inapropiada para asociarse si uno fuera un posible servidor del estado.
Esto explica por qué Reichenbach trató de minimizar su conexión con el neo-frisones. En la carta de 1925 a Erich Regener citada anteriormente, Reichenbach insistió en que nunca fue miembro del círculo de Nelson. Sin embargo, también había otra razón por la cual Reichenbach mantuvo su distancia de Leonard Nelson esta fue una disputa con Nelson que ocurrió en el verano de 1914 otra vez. Curiosamente, el desacuerdo no se refería a la filosofía de la ciencia, sino más bien la filosofía de la educación, sobre la cual ambos hombres cultivaron posiciones apasionadas en el momento. Mientras que Nelson insistió en que todo "gente progresiva" en Alemania debería adoptar las reformas educativas de Hermann Lietz, Reichenbach argumentó que el "movimiento de los jóvenes" que defendió fue mucho más ambicioso que el programa de Lietz. La teoría de la educación que el propio Reichenbach adoptó se originó con Gustav Wyneken, un crítico agudo de Lietz.
Vale la pena señalar que Reichenbach, quien obtuvo su doctorado en 1915, tuvo a Paul Hensel como su director de tesis en Erlangen. Resulta que Hensel estaba cerca a Nelson (quien lo llamó "tío honorario" ). 
Dado que Reichenbach nunca estudió en Erlangen, llegó a desempeñar un papel importante en la conferencia pionera sobre Exacta Filosofía celebrada en Erlangen en marzo de 1923. En 1925 la Academia lanzó el simposiode la revista, aunque solo apareció un solo volumen (en cuatro números, el cuarto publicado en 1927), Reichenbach, Schlick y Kurt Lewin contribuyeron con artículos importantes.

#### Lógica
La colaboración de Reichenbach con Grelling y Dubislav concentrada principalmente sobre lógica y metamatemáticas. Es evidente que Reichenbach buscó deliberadamente colaboradores competentes en este ámbito; serían de ayuda en su esfuerzo por elaborar su propio programa para el análisis "lógico (axiomático) de ciencia ". Este punto está respaldado por el hecho de que, a finales de la década de 1920 y a principios de la década de 1930, Berlín acogió a otros filósofos con orientación científica, nuevos invitados a unirse al Círculo de Berlín.
Uno de esos pensadores fue el físico Paul Hertz, un amigo de Reichenbach de la época de Erlangende 1923.
La colaboración con Dubislav en lógica resultó especialmente valiosa para Reichenbach, el trabajo de Dubislav sobre definiciones ayudaron a Reichenbach a aclarar su posición sobre definiciones coordinativas. Un producto de esta colaboración fue el artículo de Dubislav de 1929, “Prueba elemental de la consistencia del cálculo de la lógica” (Dubislav, 1929c). Apareciendo en el “Diario de Crelles”, este ensayo presenta las "tablas de cuasi verdad" de Dubislav; Reichenbach persiguió el trabajo en la misma línea. Tres años más tarde, empleó las mesas de Dubislav en su papel “Wahrscheinlichkeitslogik”. Esto apoyó la teoría de la probabilidad de Reichenbach  según la cual las proposiciones tienen tres predicados: verdadero, falso, y su valor de predicción o peso.

#### Epistemología
Reichenbach recordó que en lugar de investigar el principio de verificación, o enredarse en el debate sobre la oración de protocolo, los miembros del Círculo de Berlín se concentraron en probabilidad, que trataron como "teoría de proposiciones sobre el futuro".
Podemos reconstruir la posición de Grelling sobre la probabilidad y la inducción durante estos años, principalmente de un texto publicado en “reconocimiento”que nos preserva su contribución a la discusión sobre la probabilidad en la conferencia de Praga de 1929. Este es un documento programático en el que Grelling y Reichenbach atacaron la posición Wittgensteiniana de Waismann y la de Carnap también.
Grelling, en particular, insistió en que la ciencia solo es posible cuando se basa en el principio de inducción: el principio que dota a la ciencia de su capacidad predictiva. Por desconcertante que pueda considerarse, el principio inductivo está en cualquier caso, ni empírico ni tautológico. "Si yo fuera un frisón", declara Grelling, "Diría que este principio es sintético a priori". Grelling admitió que no tenía solución para este problema; pero estaba contento de haberlo presentado en sus términos más claros y convincentes.
En septiembre de 1929, Reichenbach compartió este problema con Grelling: el único punto no empírico en su epistemología fue el principio de inducción, o "problema de Hume". Después de años de esfuerzo conjunto, en 1932 y 1933 Reichenbach llegó a una solución a este problema: la inducción se basa en conjeturas o postulaciones, que son el resultado de nuestras evaluaciones de los hechos. Las posturas son en última instancia un producto de nuestro libre albedrío y, por lo tanto, son puramente empíricos. Reichenbach llamó a esta posición empirismo radical, y optó en ponerlo en sus libros más influyentes: “Experiencia y predicción” ( 1938) y “El auge de la filosofía científica” ( 1951).
Dubislav abordó el problema de la probabilidad y la inducción en una conferencia ante la Sociedad de Filosofía Empírica el 10 de diciembre de 1929. 
Grelling comenzó a estar en desacuerdo con la nueva teoría de inducción de Reichenbach, fue en 1936 cuando adoptó la posición de Carnap de que hay dos tipos de probabilidad: filosófica y estadística; la diferencia entre ellos siendo una cuestión de convención, de "sintaxis".

#### Ética
Dubislav y Reichenbach también compartieron una posición conjunta en ética, una que se opuso a la doctrina del Círculo de Viena sobre. Aunque ambas escuelas tomaron posiciones anti-cognitivistas en ética, los filósofos de Viena defendieron una forma de emotivismo: sostuvieron que los juicios de valor son expresiones de nuestra emociones, esta posición distinguía dos formas de comprensión, el conocimiento y emociones, el problema es que, de hecho, esta posición se basó en una concepción de la "filosofía de vida" alemana al que el Círculo de Viena se opuso. 
Por el contrario, Reichenbach y Dubislav consideraron todas las proposiciones éticas eran órdenes implícitas, así como con las proposiciones científicas, que son postulados, las proposiciones de ética son, según Reichenbach y Dubislav, productos del libre albedrío. Los dos filósofos vieron esta posición como la más radicalmente empírica.

## Precursores

#### Hans Reichenbach
Reichenbach es el autor de un empirismo lógico, quería separar del positivismo lógico del Círculo de Viena. Para Reichenbach, observamos cosas, que son en realidad los elementos primitivos de nuestra experiencia física de la realidad. De ahí su realismo empírico.
Se convirtió en candidato para una cátedra de filosofía de la física en Berlín, pero hubo una fuerte oposición a su nombramiento. Sin embargo, tuvo una figura importante que apoyó su nombramiento con gran vigor, Albert Einstein. Aun así, resultó ser una lucha para que se aprobara el nombramiento, pero Einstein ganó la discusión. Designado a la cátedra de filosofía de la física en la Universidad de Berlín en 1926, Reichenbach adoptó un enfoque de la enseñanza muy diferente al que se utilizaba en todo el sistema alemán de la época. En 1928 fundó en Berlín la Sociedad de Filosofía Empírica, conocida como el Círculo de Berlín. Carl Gustav Hempel, Richard von Mises, David Hilbert y Kurt Grelling se convirtieron en miembros del Círculo de Berlín y Reichenbach asumió otro papel importante en 1930 cuando, junto con Carnap, asumió la dirección de la revista Conocimiento. 
Cuando Hitler llegó al poder en 1933, Reichenbach se dio cuenta inmediatamente de que tendría problemas. No solo tenía abuelos judíos, sino que tenía un alto perfil a través de sus programas de radio y sus puntos de vista estaban completamente en desacuerdo con los del Socialismo Nacional. Fue nombrado jefe del Departamento de Filosofía de la Universidad de Estambul y desempeñó ese cargo de 1933 a 1938. En muchos sentidos, Reichenbach estaba aislado en su nueva posición, sin duda el contraste con Berlín, donde había sido el centro de una escuela floreciente, debe haber sido sorprendente. Sin embargo, fue muy activo en dar al Departamento de Filosofía de Estambul una perspectiva mucho más amplia, introduciendo seminarios interdisciplinarios y cursos de conferencias sobre temas científicos. 

#### Walter Dubislav
Cuando Reichenbach emigró a Estambul, en 1933, Dubislav fungió como jefe del  Grupo de Berlín. Dubislav fue un destacado exponente, debido a la conferencia sobre la “Teoría Exacta del Conocimiento” en Praga (1929), donde habló sobre la concepción de probabilidad de Bolzano. En la conferencia de seguimiento en KönigsBerg (1930), Dubislav leyó un artículo sobre la filosofía de las matemáticas, más tarde publicado como “Dubislav” 1930
Desde el momento de su habilitación en 1928 hasta 1931, Dubislav era un lector no asalariado en filosofía en el Instituto de Tecnología de Berlín. En 1930, Dubislav buscó una cita de enseñanza, también, en el Colegio de Educación en el principal Frankfurt. Pero por razones que siguen siendo oscuras, esa empresa fracasó.
A pesar de que Dubislav asistió a la conferencia de Reichenbach en la Sociedad para la Filosofía Empírica el 15 de noviembre de 1927, no había estado en buenos términos con Reichenbach. En enero de 1928 él comenzó una correspondencia con Reichenbach: Dubislav adjuntó con esta primera carta una copia del artículo, que  más tarde sería  publicado como “Prueba elemental de la consistencia del cálculo de la lógica “.  Reichenbach, por su parte, instruyó a su editor para que hiciera una copia de la “Filosofía de la enseñanza del espacio-tiempo” disponible para Dubislav a precio reducido del autor. 
Poco después, con la ayuda de Dubislav, Reichenbach redescubrió cómo la implicación de probabilidad podría concebirse como una generalización de la implicación convencional, una idea que se originó con Bolzano. Reichenbach empleó esta concepción en todos sus escritos posteriores sobre la lógica de la probabilidad, incluida en sus “Elementos de lógica simbólica” (1947). Dubislav, por su parte, adoptó el argumento de Reichenbach de que la teoría de la relatividad falsificaba la filosofía de la geometría de Kanta ( Dubislav 1930a , p. 31).
En un nivel más general, Dubislav, junto con Kurt Grelling, convencieron a Reichenbach de la importancia de la lógica en las áreas de investigación de este último. Para estar seguro, Reichenbach había discutido el “análisis lógico de la ciencia” en 1920, pero lo que tenía en mente en ese tiempo fue la axiomatización de la ciencia, en particular de la teoría de la relatividad, no de la lógica de la ciencia.
Además, el pensamiento innovador de Dubislav sobre las definiciones ayudó a Reichenbach  a aclarar su punto de vista sobre las "definiciones de coordenadas".
La importancia de la filosofía formalista de la ciencia de Dubislav para Reichenbach, fue que le mostró cómo unir inequívocamente y, por lo tanto, coordinar objetos y conceptos de la ciencia con cálculos, complementando este procedimiento con instrucciones para la interpretación.
Además de la filosofía de la lógica, Dubislav y Reichenbach defendieron la misma ética filosófica, una que se oponía al pensamiento del Círculo de Viena sobre la ética. Aunque ambos grupos adoptaron una posición anti-cognitiva, los filósofos exactos de Viena defendieron una forma de emotivismo, afirmando que los juicios de valor son expresiones de emociones. Dubislav sostuvo que las proposiciones de ética son órdenes implícitas y están tan relacionados con los principios de la lógica que también son normas ( Dubislav 1937 ).

## El Círculo de Berlín y el Círculo de Viena: afinidades y divergencias
Tanto en el Círculo de Berlín como en el Círculo de Viena, no solo hubo una estrecha relación sino también una diferencia significativa. Sobre todo, mientras el Círculo de Berlín exploraba problemas filosóficos de la práctica real de la ciencia, el Círculo de Viena, siguiendo de cerca a Wittgenstein, estaba más interesado en los problemas del lenguaje de la ciencia.
El Círculo de Viena y el Círculo de Berlín fueron escuelas aliadas de la filosofía científica, que lucharon juntas contra lo que entendieron como un tradicionalismo filosófico que perdió contacto con el mundo real. El término "empirismo lógico", como se le llamó a esta filosofía científica, puede verse como la filosofía de las dos capitales germánicas, Berlín y Viena. Ambas ciudades estuvieron a la vanguardia de la modernidad y, antes de la Segunda Guerra Mundial, fueron los principales centros de ciencia e investigación. El entorno cultural en el que se nutrió la nueva filosofía de orientación científica, se apartó de lo que había sido durante mucho tiempo el semillero tradicional de la filosofía alemana, es decir, la pequeña ciudad universitaria como Marburg o Heidelberg, Graz o Jena.
Su influencia históricamente decisiva hace que sea aún más decepcionante que su historia entrelazada no  haya llegado con la debida atención a su complejidad. El Círculo de Viena dirigió la filosofía científica de las décadas de 1920 y 1930, perpetúa una imagen demasiado simplificada de un desarrollo seminal de la historia intelectual occidental del siglo XX. El hecho es que el Círculo de Berlín era un socio igualitario con el Círculo de Viena, aunque seguía un itinerario propio. Pero mientras este último presentó sus proyectos determinantes en términos fácilmente entendibles,  se hizo inmediatamente popular, el Círculo de Berlín, cuyo proyecto fue al menos tan significativo como el de su contraparte austriaca, permaneció en gran parte sin ser reconocido.
La diferencia entre el Círculo de Viena y el Círculo de Berlín, se debe a la notable ausencia de este último en el registro histórico. Esta situación se debió en gran medida a uno de los factores teóricos y externos que en realidad tienen poco que ver con las fortalezas o debilidades del programa filosófico del Círculo de Berlín. El factor teórico que hizo que las actividades del Círculo de Viena fueran más visibles fue la filosofía del lenguaje de Ludwig Wittgenstein, una doctrina que debía mucho al trabajo de Gottlob Frege sobre el tema. La influencia de Wittgenstein demostró ser catalizador en el esfuerzo del Círculo para articular un conjunto de temas y problemas relacionados, que hicieron posible su "proyecto cooperativo planificado". Esta iniciativa se hizo realidad en una larga serie de debates sobre temas como la naturaleza de la verdad, las oraciones de protocolo y el fisicalismo. El proyecto del Círculo de Berlín era perceptiblemente diferente al del Círculo de Viena. El plan de los berlineses era explorar problemas filosóficos con científicos y matemáticos en sus disciplinas específicas, siendo su modus operandi, como Reichenbach declaró, "reunir a un grupo de hombres que trabajan con métodos empiristas y plenamente conscientes de su responsabilidad intelectual". El objetivo del Círculo de Viena, por el contrario, era avanzar en teorías específicas: por ejemplo, llegar a un consenso sobre la cuestión de las "oraciones de protocolo". Invariablemente, las discusiones en Viena fueron apasionadas, y los participantes se comprometieron con el imperativo de luchar por una teoría en común, aunque nunca llegaron  a hacerlo. Sin embargo, sus debates enérgicos, parte de los cuales fueron a la prensa, llamaron la atención sobre sí mismos en formas que no se ven en el Círculo de Berlín.